# Оськино (Ульяновська область)
Оськино (рос. Оськино) — село в Інзенському районі Ульяновської області Російської Федерації.
Населення становить 1457 осіб. Входить до складу муніципального утворення Оськинське сільське поселення.

## Історія
Від 2004 року входить до складу муніципального утворення Оськинське сільське поселення.

## Населення
| 2010 |
| ---- |
| 1457 |